# Konstantyn Manasses
Konstantyn Manasses (gr.: Κωνσταντῖνος Μανασσῆς, ur. ok. 1130, zm. ok. 1187) – metropolita Naupaktos, pisarz, poeta i orator bizantyński, autor wierszowanej historii dziejów powszechnych i utworów retorycznych.

## Życie
O życiu Konstantyna Manassesa wiadomo niewiele. Urodził się około 1130 roku. Był metropolitą Naupaktos. Zmarł najprawdopodobniej w 1187 roku.

## Twórczość
Głównym dziełem Manassesa pozostaje wierszowana kronika dziejów powszechnych, licząca sobie 6733 wersy, napisana wierszem politycznym, a zatytułowana Streszczenie historii. Kronika obejmuje czasy od stworzenia świata do śmierci cesarza Nicefora III Botaniatesa. Manasses napisał ją na prośbę księżniczki Ireny, żony sewastokratora Andronika, brata cesarza Manuela I Komnena. Kronika ma charakter historycznej powieści poetyckiej. Została napisana w potocznym języku literackim. Styl utworu jest pełen przysłów, zwrotów retorycznych, wymyślnych figur poetyckich: Manasses pisze oddać ziemi proch ciała zamiast umrzeć. Dzieło Manassesa ma niewielką wartość historyczną i literacką, jego obrazowy styl oddziaływał jednak na wyobraźnię Bizantyńczyków, tak że przez cały okres istnienia Cesarstwa było bardzo chętnie czytane. Świadczy o tym kilkadziesiąt zachowanych rękopisów, najstarszy z XII wieku. Dosyć wcześnie powstała prozatorska przeróbka kroniki, z której pochodzą ekscerpty Planudesa. W 1351 roku, a może nawet już w latach 1336–1338 powstał przekład kroniki na język średniobułgarski. Rękopis przekładu, zachowany w Bibliotece Watykańskiej, zdobią piękne ilustracje miniaturowe.

## Dzieła
- Analecta Manassea, przeł. L. Sternbach, „Eos” 7 (1901), s.180–194
- Constantini Manassae Echrasis inedita, Symbolae Ćwikliński, Lwów 1902.
- Manassae versus inediti, przeł. L. Sternbach, „Wiener Studien”, t.24, 2, (1902).